# 了泉庵文男
了泉庵 文男（りょうせんあん ふみお、1927年2月10日 - ）は、日本の射撃競技（ピストル種目）選手。警視庁所属の警察官。1960年ローマオリンピックに男子ラピッド・ファイア・ピストル種目で出場した。1962年アジア競技大会（ジャカルタ）の同種目で金メダル。

## 経歴
広島県出身。東京都内の学校に通ったのち、警視庁に勤務。
1960年ローマオリンピックに男子ラピッド・ファイア・ピストル種目で出場。
1962年アジア競技大会（ジャカルタ）に男子ラピッド・ファイア・ピストル種目で出場し金メダルを獲得。
1967年、アジア射撃選手権大会（東京）では男子センター・ファイア・ピストルに出場。